# Medaliści mistrzostw Polski seniorów w chodzie na 35 kilometrów
Medaliści mistrzostw Polski seniorów w chodzie na 35 kilometrów – zdobywcy medali seniorskich mistrzostw Polski w konkurencji chodu na 35 kilometrów.
Po raz pierwszy mistrzostwa Polski w chodzie na 35 km mężczyzn rozegrano 14 maja 2022 w Opolu. Zastąpiły one rozgrywane do 2021 mistrzostwa Polski w chodzie na 50 kilometrów. Pierwszym mistrzem został Artur Brzozowski.
Mistrzostwa te rozgrywane są w innym miejscu i terminie, co główne mistrzostwa Polski.
Rekord mistrzostw Polski seniorów w chodzie na 35 km wynosi 2:27:51 i został ustanowiony przez Mahera Ben Hlimę podczas mistrzostw w 2025 22 marca w Dudincach.

## Medaliści
| NR - rekord kraju \| PB – rekord życiowy \| SB – najlepszy wynik w sezonie \| NL – najlepszy wynik w polskich tabelach w sezonie |

| Mistrzostwa    | 1. miejsce                              | Rezultat | 2. miejsce                                  | Rezultat | 3. miejsce                                | Rezultat |
| Opole 2022     | Artur Brzozowski KKL STAL Stalowa Wola  | 2:36:22  | Dawid Tomala KU AZS Politechniki Opolskiej  | 2:37:22  | Rafał Augustyn LKS Stal Mielec            | 2:39:26  |
| Dudince 2023   | Jakub Jelonek CKS Budowlani Częstochowa | 2:37:32  | Maher Ben Hlima RKS Łódź                    | 2:43:38  | Mateusz Nowak UKS Skoczek Skoki           | 2:45:19  |
| Sulejówek 2024 | odwołane                                |          |                                             |          |                                           |          |
| Dudince 2025   | Maher Ben Hlima RKS Łódź                | 2:27:51  | Arkadiusz Schiedel MLKS Nadwiślanin Chełmno | 2:52:54  | Sebastian Karpiński RK Athletics Warszawa | 3:36:44  |

## Klasyfikacja medalowa
W historii mistrzostw Polski seniorów na podium tej imprezy stanęło w sumie 8 chodziarzy.
| Lp. | Zawodnik            | Złoto | Srebro | Brąz | Razem |
| 1.  | Maher Ben Hlima     | 1     | 1      | 0    | 2     |
| 2.  | Artur Brzozowski    | 1     | 0      | 0    | 1     |
| 2.  | Jakub Jelonek       | 1     | 0      | 0    | 1     |
| 4.  | Dawid Tomala        | 0     | 1      | 0    | 1     |
| 4.  | Arkadiusz Schiedel  | 0     | 1      | 0    | 1     |
| 6.  | Rafał Augustyn      | 0     | 0      | 1    | 1     |
| 6.  | Sebastian Karpiński | 0     | 0      | 1    | 1     |
| 6.  | Mateusz Nowak       | 0     | 0      | 1    | 1     |